# パックコイン

パックコイン（英：PACcoin）は、William Corlissによって2013年に設立されたPoS方式の暗号通貨。

## 概要
当初はWilliam Corlissによって2013年に開発された。2017年10月より新チームに移行しビットコインが直面している問題を解決しデジタルな現金として使うことができる仮想通貨を目指し、かつ仮想通貨の象徴を目指している。

## 仕様
Windows、Mac、Linuxの専用ウォレットで送金や受取が可能。
今後iOSなどで手軽に送金や受取が出来るアプリも開発中である。

## サービス

### スマートフォン・アプリ
IOS / Android対応。

## ハードフォーク
2018年2月よりロードマップが公開。
2018年3月よりハードフォークが予定されており、送金速度・受取速度の高速化、匿名性、送金手数料の減少が予定されている。
新PACは移行に際し、ブロックチェーンデータ量をカット。
ウォレット同期をより高速にするため通貨流通量は3.5兆から35億（総発行量は10兆から100億）へ変更。
一連のコイン量変更手続きはRCO(redemption coin offering)で行う。

## 取引所
下記の取引所でパックコインが取り扱われている。
- Yobit
- Novaexchange
- TradeSatoshi